# 澀谷凪咲
澀谷凪咲（日语：／ Shibuya Nagisa */?，1996年8月25日—）是日本女藝人，為女子偶像團體NMB48 Team N前成員，曾為Team M隊長，並曾兼任AKB48 Team 4，大阪府大阪市出身，所屬經紀公司為吉本興業。2012年以NMB48四期生身分出道。2023年12月27日自NMB48畢業。目前活躍於綜藝節目上。

## 經歷
2012年10月，澀谷于NMB48四期生徵選中合格。12月23日，於Team N 1st Stage“为了谁”复活公演中初次作为4期研究生披露。
2013年2月1日，出演NMB48研究生「青春女孩」公演，於劇場公演出道。6月5日，参与於武道馆舉行的「AKB48集團研究生演唱會「早推得勝」」，与大胁有纱及今田美奈演唱分组曲《Bird》。7月20日，在福岡巨蛋舉行的「AKB48 2013盛夏的巨蛋巡迴〜還有許多 不得不做的事情〜」演唱會上，运营宣布涩谷成为AKB48衍生组合的成员之一，但未公佈組合的名稱。7月31日，在札幌巨蛋舉行的公演中正式宣布組合名為「小瓢蟲Chu!」，並初次披露歌曲《只給你的Chu!Chu!Chu!》（君だけにChu!Chu!Chu!）。歌曲其後被收錄在AKB48第33張單曲《真心電流》中。10月27日，由涩谷担任成员之一的组合「小瓢蟲Chu!」主演的電視劇《女子高警察》開始在富士電視台播放，这也为涩谷首部出演的电视剧。11月19日發行的AKB48第34张单曲《倘若在梧桐樹什麼的》的收錄曲《遇見你之後我變了》（君と出会って僕は変わった）中，首次担任歌曲的中心成員（Center）。
2014年2月24日，於DiverCity東京舉辦的「AKB48集團大組閣祭」中，獲宣布升格到Team BII，並且同時宣布將兼任AKB48 Team 4。3月26日发行的NMB48第9张單曲《高山上的蘋果》中首度進入選拔。5月21日发行的AKB48第36张單曲《拉布拉多猎犬》首次進入AKB48單曲選拔。
2015年6月6日，於「AKB48第41张单曲选拔总选举」中获得16,386票拿下了第58名，首次進入圈內，成为Future Girls的一员。
2016年6月8日，於「AKB48第45张单曲选拔总选举」中以19,140票的成绩拿下第56名，再次进入Future Girls。10月10日，於神户世界纪念馆举行的「AKB48家族 猜拳大会2016」中获得了第4名，成为小分队“猜拳民”的成员。10月18日，在NMB48六周年演唱会中上宣布将移籍至Team M，而这一新体制在隔年的1月1日开始执行。
2017年1月9日，與其他31名成員在東京的神田明神参加了成人禮。6月17日，於「AKB48第49張單曲選拔總選舉」中，以19,263票的成绩拿下第60名，连续3年都进入Future Girls。8月，加入杂志《ViVi》的代言团体ViVigirl。12月8日，在AKB48剧场举办的AKB48十二周年紀念公演，宣布的AKB48新体制包含了取消其在Team 4的兼任，这一体制将于隔年的春季正式实行。
2018年5月28日，在Team 4 4th Stage「不要讓夢想死去」公演的千秋乐上正式结束了AKB48的兼任。6月16日，於「AKB48第53張單曲選拔總選舉」中以21,818票獲得第57名，成為Future Girls。
2019年1月1日，於「2019年新春特別公演」公布將實施的新體制，Team M将由澀谷擔任隊長。而此制度也于3月1日正式开始实行。
2020年10月30日，宣布擔任日本橄欖球頂級聯賽隊伍NTT Docomo大阪紅颶風的官方大使。
2021年3月31日，開設個人YouTube頻道「なぎちゃんネル」。10月6日，首個個人冠名節目《〜凪咲と芸人〜マッチング》開始播出。
2022年3月17日，宣布擔任家庭餐廳連鎖品牌「和食さと」的初代宣傳大使。3月27日，於「NAMBATTLE ～愛～」中，獲得第5名，並入選為NMB48第27張單曲的選拔成員。
2023年8月7日，於Team N「夢中雷舞」公演中宣布畢業。10月4日發行的NMB48第28張單曲《渚最棒了!》，為澀谷的畢業單曲，这是她首次擔任NMB48單曲的Center。12月16日、17日，於大阪市中央體育館舉行畢業演唱會。12月27日，在NMB48劇場舉行畢業公演「澀谷凪咲 畢業公演～在凪前見面哦♡～」（渋谷凪咲 卒業公演～なぎさ前で待ち合わせやで♡～），正式從NMB48畢業，結束十一年偶像生涯。
2024年7月11日，開設個人官方網站。7月19日，電影《那個孩子是誰?》上映，為澀谷首次擔任電影主演，並以此作獲得日本電影學院獎新人俳優賞。
2025年5月，以《帶你到地獄的盡頭》獲得第123回日劇學院賞的最佳女配角。

## 人物

### NMB48/AKB48相關
- Catch Phrase是 「說到東京的澀谷那就是八公前、那麼說到大阪的澀谷呢？（海濱前－！）從現在起，讓我在海濱前等著你，我是大阪府出身○歳的Nagisa澀谷凪咲」。（東京の渋谷といえばハチ公前、ほんじゃ大阪の渋谷といえば?（なぎさ前ー!）　これからはずーっとなぎさ前で待ち合わせやで　大阪府出身・○歳のなぎさこと渋谷凪咲です）
- 關係最好的成員是曾一起在Team BII的前成员薮下柊，兩人合稱為「Nagishu」（なぎしゅうー）[53]。而在AKB48家族中关系较好的成员则是一起担任组合小瓢虫Chu!及Team 4兼任成员的北川绫巴[54]。
- 喜歡的成員是高城亞樹[55]。
- 在HKT48裡推的成員是田島芽瑠[56]。
- 最喜歡的前輩是小笠原茉由[57]。

### 個人相關
- 「凪咲」這個名字的由来是她的父母希望她擁有像「凪」（風平浪靜）那樣漂亮的「咲」（笑容）[57]。
- 涩谷有一个大四岁的姐姐和一个哥哥[58][2]，哥哥是欖球員。此外，涩谷的表姐田中明日菜则是2011年女子世界盃日本隊成員[2]。所以涩谷也经常被指運動神經很不錯。
- 从9岁开始便养了一只名为“阿May”的公猫，因5月開始養才因而得名，但却在2012年因後腳血管阻塞切除變了三腳貓[59]。於2019年12月離世[60]。
- 覺得自己的魅力點在於圓圓的臉和圓圓的笑容[61]。
- 興趣是購物、化妝、吃東西、睡覺的事和搞笑鑑賞[61]。
- 喜歡的食物是西瓜和橘子[62]。
- 喜歡的顏色是粉紅色[63]。
- 喜歡的男性類型是溫柔、不摆架子，對誰都很溫柔的人[57]。
- 喜歡的角色來自怪獸電力公司和玩具總動員[55]。

## 參與曲目
- 標註有「★」符號者表示該首歌曲有拍攝MV。

### 單曲CD
NMB48
|      | 發行日期       | 單曲名稱                | 參與歌曲名稱                | 名義                             | 收錄於   | MV | 備註                     |
| ---- | -------------- | ----------------------- | --------------------------- | -------------------------------- | -------- | -- | ------------------------ |
| 7th  | 2013年6月19日  | 我們的發現              | 在雛壇上發揮不了我的魅力    | 難波鉄砲隊其之參                 | Type-C   | ★  | 出道作品                 |
| 8th  | 2013年10月2日  | 大蔥鴨們                | 太陽眼鏡和知心話            | 研究生                           | 除剧场盘 |    | 与林萌萌香共同担任Center |
| 8th  | 2013年10月2日  | 大蔥鴨們                | 已經不甘於處於下風了        | 難波鉄砲隊其之四                 | Type-C   | ★  | 与村瀨纱英共同担任Center |
| 9th  | 2014年3月26日  | 高山上的蘋果            | 高山上的蘋果                |                                  | 全版本   | ★  | A面曲 首度进入选拔       |
| 9th  | 2014年3月26日  | 高山上的蘋果            | 整週全都是星期一的話也不錯  |                                  | 除剧场盘 |    |                          |
| 10th | 2014年11月5日  | 真不像我                | 真不像我                    |                                  | 全版本   | ★  | A面曲                    |
| 10th | 2014年11月5日  | 真不像我                | 不想成為偶像明星            | Team BII                         | Type-C   | ★  |                          |
| 11th | 2015年3月31日  | Don't look back!        | Don't look back!            |                                  | 全版本   | ★  | A面曲                    |
| 11th | 2015年3月31日  | Don't look back!        | 浪漫雪                      | Team BII                         | Type-C   | ★  |                          |
| 12th | 2015年7月15日  | 榴莲少年                | 榴莲少年                    |                                  | 全版本   | ★  | A面曲                    |
| 12th | 2015年7月15日  | 榴莲少年                | 写出心中的文字！            | Team BII                         | Type-C   | ★  |                          |
| 13th | 2015年10月7日  | Must be now             | 单恋不如回忆…               |                                  | 全版本   | ★  |                          |
| 13th | 2015年10月7日  | Must be now             | 肚饿时别恋爱                | Team BII                         | Type-C   | ★  |                          |
| 14th | 2016年4月27日  | 轻咬少女                | 轻咬少女                    |                                  | 全版本   | ★  | A面曲                    |
| 14th | 2016年4月27日  | 轻咬少女                | 渡轮                        | Team BII                         | Type-C   | ★  | 与薮下柊共同担任Center   |
| 14th | 2016年4月27日  | 轻咬少女                | 彩虹的制作方法              |                                  | Type-D   | ★  |                          |
| 14th | 2016年4月27日  | 轻咬少女                | 道顿堀啊，让我洒泪吧!       |                                  | 剧场版   |    |                          |
| 15th | 2016年8月3日   | 我不在                  | 我不在                      |                                  | 全版本   | ★  | A面曲                    |
| 15th | 2016年8月3日   | 我不在                  | 妄想Machine3号机            | Team BII                         | Type-C   | ★  |                          |
| 16th | 2016年12月28日 | 除我之外的人            | 除我之外的人                |                                  | 全版本   | ★  | A面曲                    |
| 16th | 2016年12月28日 | 除我之外的人            | 恋爱是灾难                  | Team M                           | Type-B   | ★  |                          |
| 17th | 2017年12月27日 | 呵呵人类                | 呵呵人类                    |                                  | 全版本   | ★  | A面曲                    |
| 17th | 2017年12月27日 | 呵呵人类                | 真正的自己之境界线          | Team M                           | Type-B   | ★  |                          |
| 17th | 2017年12月27日 | 呵呵人类                | Which one                   | Queentet                         | Type-D   | ★  |                          |
| 18th | 2018年4月4日   | 欲望者                  | 欲望者                      |                                  | 全版本   | ★  | A面曲                    |
| 18th | 2018年4月4日   | 欲望者                  | 成語女孩                    | Team M                           | Type-B   | ★  |                          |
| 19th | 2018年10月17日 | 即使是我也会哭泣的啊    | 即使是我也会哭泣的啊        |                                  | 全版本   | ★  | A面曲                    |
| 19th | 2018年10月17日 | 即使是我也会哭泣的啊    | True Purpose                | Team M                           | Type-B   | ★  |                          |
| 20th | 2019年4月27日  | 在壁龛上端坐的女生      | 在壁龛上端坐的女生          |                                  | 全版本   | ★  | A面曲                    |
| 20th | 2019年4月27日  | 在壁龛上端坐的女生      | 天真妄想                    | Queentet                         | 全版本   |    |                          |
| 20th | 2019年4月27日  | 在壁龛上端坐的女生      | 说谎的理由                  | Team M                           | Type-B   | ★  |                          |
| 20th | 2019年4月27日  | 在壁龛上端坐的女生      | 粉色的世界                  |                                  | Type-D   | ★  |                          |
| 20th | 2019年4月27日  | 在壁龛上端坐的女生      | 第二道门                    |                                  | 剧场版   |    |                          |
| 21st | 2019年8月14日  | 回母校吧！              | 回母校吧！                  |                                  | 全版本   | ★  | A面曲                    |
| 21st | 2019年8月14日  | 回母校吧！              | 但愿你只属于我              | Queentet                         | 全版本   | ★  |                          |
| 21st | 2019年8月14日  | 回母校吧！              | 呯呯 呯呯呯嘭               | Team M                           | Type-B   | ★  |                          |
| 22nd | 2019年11月6日  | 初恋至上主义            | 初恋至上主义                |                                  | 全版本   | ★  | A面曲                    |
| 22nd | 2019年11月6日  | 初恋至上主义            | 真正面                      | Team M                           | Type-B   |    |                          |
| 23rd | 2020年8月19日  | 因为因为因为            | 因为因为因为                |                                  | 全版本   | ★  | A面曲                    |
| 23rd | 2020年8月19日  | 因为因为因为            | 青春是Brass Band            | Team M                           | Type-B   |    |                          |
| 24th | 2020年11月18日 | 戀愛之類的No Thank You! | 戀愛之類的No Thank You!     |                                  | 全版本   | ★  | A面曲                    |
| 24th | 2020年11月18日 | 戀愛之類的No Thank You! | I Love豬肉包                |                                  | 全版本   |    |                          |
| 24th | 2020年11月18日 | 戀愛之類的No Thank You! | 我的朋友 你正在全力奔跑嗎？ | Team M                           | Type-B   |    |                          |
| 25th | 2021年6月16日  | 垂柳                    | 垂柳                        |                                  | 全版本   | ★  | A面曲                    |
| 25th | 2021年6月16日  | 垂柳                    | 陷阱                        |                                  | 全版本   |    |                          |
| 25th | 2021年6月16日  | 垂柳                    | 被選擇者們                  | Kyunmart                         | Type-C   | ★  | Center                   |
| 26th | 2022年2月23日  | 在恋與愛之間            | 在戀與愛之間                |                                  | 全版本   | ★  | A面曲                    |
| 26th | 2022年2月23日  | 在恋與愛之間            | 夢中人                      |                                  | 劇場盤   |    | Center                   |
| 27th | 2022年9月21日  | 喜歡昆蟲                | 喜歡昆蟲                    |                                  | 全版本   | ★  | A面曲                    |
| 27th | 2022年9月21日  | 喜歡昆蟲                | 挑撥的青空                  | Team N                           | Type-A   | ★  |                          |
| 27th | 2023年10月4日  | 渚最棒了!               | 渚最棒了!                   |                                  | 全版本   | ★  | A面曲 Center             |
| 27th | 2023年10月4日  | 渚最棒了!               | 人生還漫長                  | 澀谷凪咲 with 戴安、鐮鼬、示意圖 | 全版本   | ★  | 畢業曲 Center            |
| 27th | 2023年10月4日  | 渚最棒了!               | 厄運與求好運                | Team N                           | Type-A   |    |                          |

AKB48
|      | 發行日期       | 單曲名稱           | 參與歌曲名稱         | 名義                    | 收錄於        | MV | 備註                      |
| ---- | -------------- | ------------------ | -------------------- | ----------------------- | ------------- | -- | ------------------------- |
| 32nd | 2013年8月21日  | 戀愛的幸運餅乾     | 晴空咖啡             |                         | 剧场盘        |    |                           |
| 33rd | 2013年10月30日 | 真心電流           | 只給你的Chu!Chu!Chu! | 小瓢蟲Chu!              | Type-B        |    |                           |
| 34th | 2013年12月11日 | 倘若在梧桐樹什麼的 | 遇見你之後我變了     | NMB48                   | Type-N        | ★  | 首度单独担任Center        |
| 34th | 2013年12月11日 | 倘若在梧桐樹什麼的 | 選擇了的彩虹         | 小瓢蟲Chu!              | 剧场盘        |    |                           |
| 35th | 2014年2月26日  | 勇往直前           | 比起昨天更喜歡你     | Smiling Lions           | 全版本        | ★  |                           |
| 36th | 2014年5月21日  | 拉布拉多猎犬       | 拉布拉多猎犬         |                         | 全版本        | ★  | A面曲 首度进入AKB48选拔组 |
| 36th | 2014年5月21日  | 拉布拉多猎犬       | 芳心逃脱游戏         | Team 4                  | Type-4        | ★  |                           |
| 38th | 2014年11月26日 | 希望無限           | 现在、Happy          | 玫瑰组                  | Type-A 剧场盘 | ★  |                           |
| 38th | 2014年11月26日 | 希望無限           | 睁大双眼的初吻       | Team 4                  | Type-D        | ★  |                           |
| 39th | 2015年3月4日   | Green Flash        | 龐克搖滾             | NMB48                   | Type-N        | ★  |                           |
| 39th | 2015年3月4日   | Green Flash        | 初恋的雄蕊           | 小瓢虫Chu! & 独角仙Chu! | 剧场盘        |    |                           |
| 40th | 2015年5月20日  | 我們不戰鬥         | “男生”列入研究对象   | 小瓢虫Chu!              | Type-A        | ★  |                           |
| 41st | 2015年8月26日  | Halloween Night    | 婚纱送给你…          | Future Girls            | Type-A        | ★  |                           |
| 42nd | 2015年12月9日  | 红唇Be My Baby     | 好像､有点､突然…      | Team 4                  | Type-D        | ★  |                           |
| 43rd | 2016年3月9日   | 你就是旋律         | 紧抓不放的青春       | NMB48                   | Type-B        | ★  |                           |
| 44th | 2016年6月1日   | 不需要翅膀         | 沈思者               | Team 4                  | Type-D        | ★  |                           |
| 45th | 2016年8月31日  | LOVE TRIP/分享幸福 | 从看得见岸上的海边   | Future Girls            | Type-C        | ★  |                           |
| 46th | 2016年11月16日 | High Tension       | 清纯疲劳             | 小瓢虫Chu!              | Type-E        | ★  |                           |
| 47th | 2017年3月15日  | Shoot Sign         | 午夜的逞强           | NMB48                   | Type-B        | ★  |                           |
| 48th | 2017年5月31日  | 空有愿望           | 当时的五百圆硬币     |                         | Type-C        | ★  |                           |
| 49th | 2017年8月30日  | ＃就是喜歡你       | 至少我们的恋情       | Future Girls            | Type-B        | ★  |                           |
| 51st | 2018年3月14日  | Ja-Ba-Ja           | 犯蠢                 | NMB48                   | Type-B        | ★  |                           |
| 52nd | 2018年9月19日  | 感伤列车           | 某天 不经意…         | Future Girls            | Type-B        | ★  |                           |
| 53rd | 2018年11月28日 | NO WAY MAN         | 即使如此她依旧       | 大人选拔2018            | Type-B        | ★  |                           |

### 專輯CD
NMB48
|     | 發行日期      | 單曲名稱                        | 參與歌曲名稱                   | 名義     | 備註                   |
| --- | ------------- | ------------------------------- | ------------------------------ | -------- | ---------------------- |
| 1st | 2013年2月27日 | 尖端顶点之上！                  | 尖端顶点之上！                 |          | 全员合唱曲             |
| 2nd | 2014年8月13日 | 世界的中心是大阪 ～難波自治區～ | 伊維薩女孩                     |          | 此曲也是數位下載限定曲 |
| 2nd | 2014年8月13日 | 世界的中心是大阪 ～難波自治區～ | 「別在意學生手冊的照片」的法則 |          |                        |
| 2nd | 2014年8月13日 | 世界的中心是大阪 ～難波自治區～ | 最盛期                         |          |                        |
| 2nd | 2014年8月13日 | 世界的中心是大阪 ～難波自治區～ | 輸給了你                       | Team BII |                        |
| 3rd | 2017年8月2日  | 难波爱～现在、想到的事情～      | 竟然是新加坡                   |          |                        |
| 3rd | 2017年8月2日  | 难波爱～现在、想到的事情～      | 难波爱                         |          |                        |
| 4th | 2023年3月8日  | NMB13                           | Done                           |          | 主打曲                 |
| 4th | 2023年3月8日  | NMB13                           | 青春的單圈時間 2023            |          |                        |
| 4th | 2023年3月8日  | NMB13                           | 現在的道頓堀                   |          |                        |
| 4th | 2023年3月8日  | NMB13                           | 想像的手槍                     |          |                        |

AKB48
|     | 發行日期       | 單曲名稱                     | 參與歌曲名稱                | 名義        | 備註 |
| --- | -------------- | ---------------------------- | --------------------------- | ----------- | ---- |
| 5th | 2014年1月22日  | 未來軌跡                     | 微笑捉迷藏                  | 小瓢蟲Chu！ |      |
| 6th | 2015年1月21日  | 這裡是羅德斯島、在這裡跳吧！ | 這裡是羅德斯島､在這裡跳吧！ |             |      |
| 6th | 2015年1月21日  | 這裡是羅德斯島、在這裡跳吧！ | 眼泪等一下再说              | Team 4      |      |
| 7th | 2015年11月18日 | 0与1之间                     | 哭诉时间                    | Team 4      |      |
| 7th | 2015年11月18日 | 0与1之间                     | 小瓢蟲Chu!尋覓!             | 小瓢蟲Chu！ |      |
| 8th | 2017年1月25日  | 点时成菁                     | 谁让我哭?                   |             |      |

### 劇場公演公演曲
NMB48
| 公演名稱                                 | 參與歌曲名稱   | 備註             |
| ---------------------------------------- | -------------- | ---------------- |
| 研究生時期                               |                |                  |
| NMB48 研究生公演「青春女孩」             | Blue rose      |                  |
| NMB48 Team BII 1st Stage“想见你”公演     | 泪之湘南       | 赤泽萌乃的代演   |
| NMB48 Team BII 1st Stage“想见你”公演     | 沙滩的樱桃     | 河野早纪的代演   |
| NMB48 Team BII 1st Stage“想见你”公演     | 玻璃般的我爱你 | 赤泽萌乃的代演   |
| NMB48 Team BII 1st Stage“想见你”公演     | 恋爱计划       | 河野早纪的代演   |
| NMB48 Team BII 1st Stage“想见你”公演     | 里约的革命     | 赤泽萌乃的代演   |
| NMB48 Team M 1st Stage“偶像的黎明”公演   | 单恋对角线     | 后面的舞者       |
| NMB48 Team BII 2nd Stage“正在恋爱中”公演 | 7点12分的初恋  | 小林莉加子的代演 |
| Team BII時期                             |                |                  |
| NMB48 Team BII 3rd Stage「引體後翻」公演 | 蟲之敘事詩     | 1st UNIT         |
| NMB48 Team BII 3rd Stage「引體後翻」公演 | 如能被你紧拥   | 2nd UNIT         |
| NMB48 Team M 3rd Stage“偶像的黎明”公演   | 口对口的巧克力 |                  |

兼任
| 公演名稱                                   | 參與歌曲名稱 | 備註 |
| ------------------------------------------ | ------------ | ---- |
| Team 4時期                                 |              |      |
| AKB48 Team 4 3rd Stage「偶像的黎明」公演   | 單戀對角線   |      |
| AKB48 Team 4 4th Stage“不要让梦想死去”公演 | 记忆的两难   |      |

## 演出

### 電視劇
- 女子高警察（日语：女子高警察）（2013年10月27日－2014年3月17日，富士電視台） - 「小瓢蟲Chu!」主演電視連續劇[64]
- 陪酒须加学园（2016年10月30日－2017年1月15日，日本電視台）：飾演 八公[65]
- 猪又進和8位丧女〜请给我第一次的时间〜（日语：猪又進と8人の喪女〜私の初めてもらってください〜）（2019年10月25日，关西電視台）：飾演 Akari的友人 真希[66]
- 但是，還保有熱情（2023年4月9日－6月25日，日本電視台）：飾演 丸山花鈴[67]
- 偶像失格 第9集（2024年3月9日，BS松竹東急）：飾演 目黒カンナ[68]
- 離婚辯護律師 Spider ～贍養費爭奪篇～（2024年10月5日－11月23日，日本電視台）：飾演 伊原麻衣香[69]
  - 離婚辯護律師 SPIDER～謊言與背叛篇～（2025年2月8日－3月21日，日本電視台）[70]
- 我所不知道的自己（2025年1月9日－3月20日，讀賣電視台）：飾演 中谷莉奈[71]
- 帶你到地獄的盡頭（2025年1月14日－3月25日，TBS）：飾演 花井麗奈[72]
- 花暖簾（2025年3月8日，朝日電視台）：飾演 おしの[73]
- Revenge Spy（2025年7月5日－，朝日電視台）：飾演 藺牟田花[74]

### 綜藝節目
- ワケあり!レッドゾーン（日语：ワケあり!レッドゾーン）（2017年2月26日－2020年12月27日，讀賣電視台）[75]
- 發現！仰天！首映！！！週六不行喲！（2018年4月7日－2024年2月11日，讀賣電視台）[76][77]
- 大阪ほんわかテレビ（日语：大阪ほんわかテレビ）（2019年3月1日－至今，讀賣電視台）[78]
- 雞肉是什麼肉!?（日语：トリニクって何の肉!?）（2019年5月14日－2022年3月1日，朝日電視台）- 常規嘉賓（解答者）[79]
- 鐮鼬的紙上談兵城（日语：かまいたちの机上の空論城）（2020年4月10日－至今，關西電視台）- 助理[80]
- 土曜はナニする!?（2020年7月4日－至今，關西電視台）- 準常規來賓[81]
- ごきげんライフスタイル よ〜いドン!（2021年4月6日－至今，關西電視台）- 週二常規來賓[82]
- ミライの見取り図（2021年11月1日，讀賣電視台）- 主持[83]
- 〜凪咲と芸人〜マッチング（2021年10月6日－2022年3月23日，朝日電視台）[84]
- 凪咲とザコシ（2022年4月6日－9月28日，朝日電視台）[85]
- イタズラジャーニー（2022年10月15日－至今，富士電視台）[86]
- DayDay.（2023年4月7日－至今，日本電視系）- 隔週五常規來賓[87]

### 電影
- 海邊的週刊大眾（2018年4月14日，KATSU-do）：飾演 ユキ[88][89]
- 那個孩子是誰?（2024年7月19日，松竹）：飾演 君島ほのか（主演）[90]

### 舞台劇
- 吉本新喜劇×NMB48 音樂劇「ぐれいてすと な 笑まん」（2022年5月14日－22日，COOL JAPAN PARK OSAKA WW會館／5月26日－29日，明治座）[91]

### 廣播
- NMB48學園〜這裡是怪物引擎組〜（2015年4月4日－2019年3月30日，ABC電台）[92]
- OH! MY MORNING 851（2018年1月4日－2020年6月30日，FM大阪）- 星期五「OH!天気 なぎちゃん」單元[93]
- ハートコレクトNMB♡ supported by Joshin（2020年4月4日－2023年3月25日，FM大阪）[94]
- 澀谷凪咲的All Night Nippon 0(ZERO)（2021年12月18日，日本放送）[95][96]
- FM大阪 SUNDAY SPECIAL「なぎちゃんサイコー！」（2023年10月1日，FM大阪）[97]

### 網絡節目
- M-1ファンクラブ（2017年9月15日－12月25日，GYAO!）- 主持[98]

### 廣告
- Joshin（2020年3月13日－，上新電機）[99]
- 「Dell XPS 未来ラボ」プロジェクト（2022年3月25日－，康泰納仕／戴爾）- DELL官方大使[100]
  - エピソード0（2022年3月17日－）[100]
  - エピソード1（2022年3月25日－）[101]
  - XPS 13 Plus「挑戦が、私を未来に連れて行く」篇（2022年5月20日－）[102]
- 和食さと（2022年3月18日－，SRS Holdings）- 初代宣傳大使[38]
  - 「渋谷凪咲 さとしゃぶを食べる篇」[103]
  - 「渋谷凪咲 天丼を食べる篇」[104]
  - 「渋谷凪咲 カフェを楽しむ篇」- 與平山真衣、眞鍋杏樹（NMB48）共演[105]
- リーゼ 泡カラー（2023年3月23日，花王）[106]
- Wing（2023年5月25日－，華歌爾）[107][108]
- Merge Mansion（2023年11月18日－23日，Metacore）[109]
- 三得利調酒「−196」（2024年3月15日－，三得利）[110]
  - 「－196ウーマンどかーん！と千鳥ノブ」篇 - 與阿信（千鳥）共演[111]
  - 「－196ウーマンどかーん！と千鳥大悟」篇 - 與大悟（千鳥）共演[112]

### 封面寫真
- 放克猴寶貝「ROUTE 16」（2022年6月29日）[113]

### 音樂錄影帶
- 放克猴寶貝「ROUTE 16」（2022年6月29日）[114]

## 書籍

### 雜誌連載
- EX大眾（雙葉社）
  - NMB48一起出发!! OSAKA不可思议发现之旅（2014年8月15日－2020年4月15日）
  - 我要出發了 嘻嘻 是凪酱（2020年6月15日－2023年12月15日）
- 關西Walker（2018年1月23日－，角川雜誌）-「NMB48涩谷凪咲发现！#可爱的关西」[115]
- andGIRL（2023年9月7日－，DONUTS、主婦之友社）- 常規模特兒[116]

### 網絡連載
- LAURIER PRESS（2017年12月28日－，Excite Japan）[117][118]

## 注譯
1. ↑  单曲发行时组合名称未发布，之后的2018年1月1日的公演中发表了五人組合名称為Queentet。
2. ↑  劇場盤也收錄了澀谷的獨唱版本。

## 外部連結
- 澀谷凪咲官方網站（日語）
- 吉本興業個人介紹頁 （页面存档备份，存于）（日語）
- 舊官方粉絲俱樂部 （页面存档备份，存于）（2022年12月－2024年7月11日）（日語）
- NMB48個人介紹頁（日語）
- AKB48個人介紹頁（日語）
- NMB48官方部落格「澀谷凪咲」 （页面存档备份，存于）（日語）
- 澀谷凪咲的X（前Twitter）（日語）
- 澀谷凪咲的Instagram帳戶（日語）
- 澀谷凪咲的TikTok（日語）
- 澀谷凪咲的Google+（日語）
- YouTube上的なぎちゃんネル頻道（日語）